# 2012 Asia Series

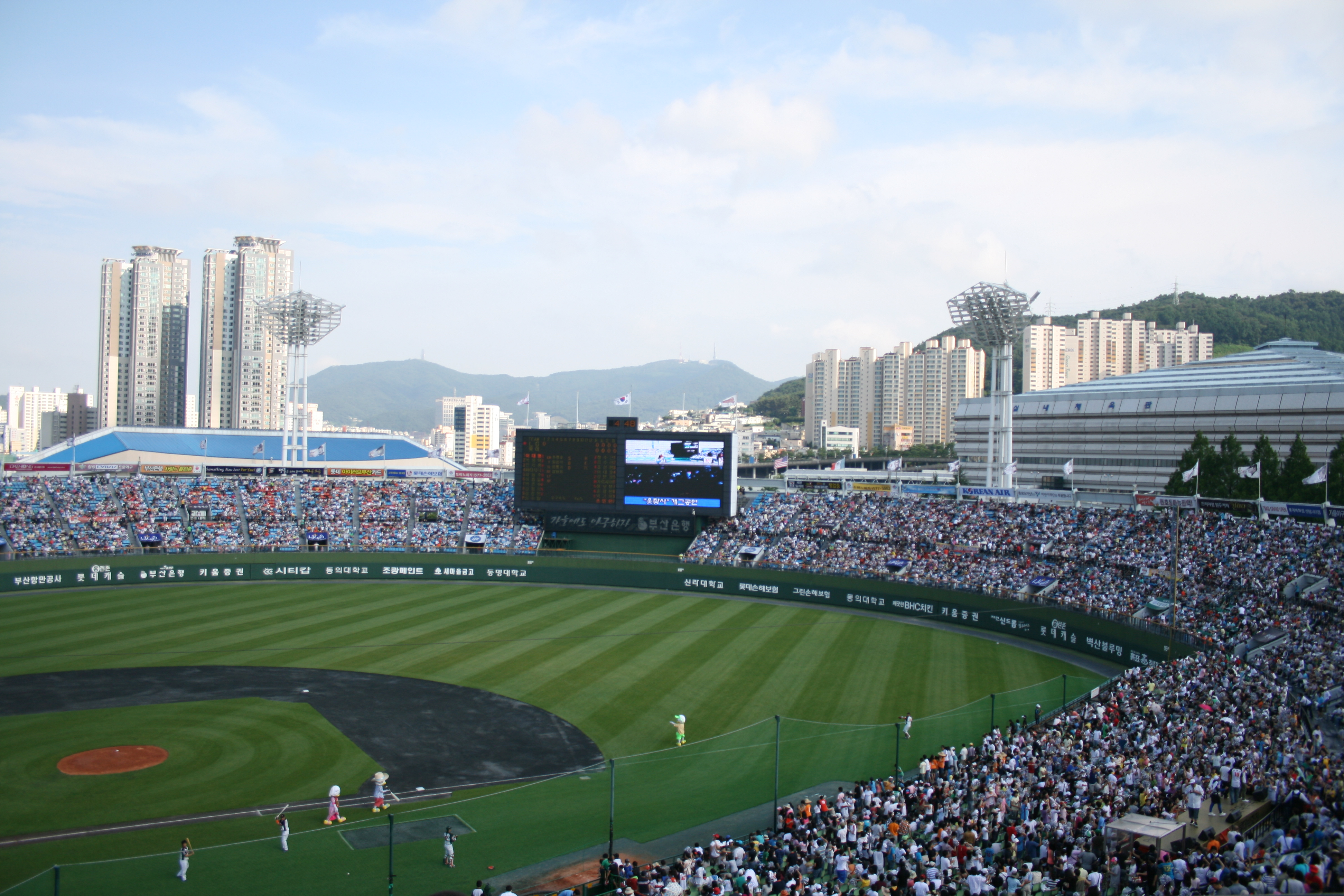
Sajik Baseball Stadium in Pusan

La 2012 Asia Series (2012년 아시아 시리즈?; 2012年亞洲職棒大賽S, マグ・マネージャー アジアシリーズ2012?) è la sesta edizione della Asia Series, iniziata l'8 novembre 2012 con la disputa di due partite in Pusan, Corea del Sud.

## Squadre partecipanti
| League                               | Squadra        | Qualificata in quanto | Location                |
| ------------------------------------ | -------------- | --------------------- | ----------------------- |
| Australian Baseball League           | Perth Heat     | 2011–12 ABL champions | Perth, Australia        |
| China Baseball League                | China Stars    | 2012 CBL champions    | Cina                    |
| Chinese Professional Baseball League | Lamigo Monkeys | 2012 CPBL champions   | Taoyuan, Taiwan         |
| Korea Baseball Organization          | Samsung Lions  | 2012 KBO champions    | Taegu, Corea del Sud    |
| Korea Baseball Organization          | Lotte Giants   | Hosts                 | Pusan, Corea del Sud    |
| Nippon Professional Baseball         | Yomiuri Giants | 2012 NPB champions    | Bunkyō, Tokyo, Giappone |

### Group A
| Pos | Squadra        | W | L | Pct.  | GB | R  | RA |
| --- | -------------- | - | - | ----- | -- | -- | -- |
| 1   | Lamigo Monkeys | 2 | 0 | 1.000 | –  | 17 | 1  |
| 2   | Samsung Lions  | 1 | 1 | .500  | 1  | 9  | 3  |
| 3   | China Stars    | 0 | 2 | .000  | 2  | 1  | 23 |

### Group B
| Pos | Squadra        | W | L | Pct.  | GB | R  | RA |
| --- | -------------- | - | - | ----- | -- | -- | -- |
| 1   | Yomiuri Giants | 2 | 0 | 1.000 | -  | 12 | 1  |
| 2   | Lotte Giants   | 1 | 1 | .500  | 1  | 6  | 6  |
| 3   | Perth Heat     | 0 | 2 | .000  | 2  | 2  | 13 |

## Vincitore
| 2012 Asia Series Yomiuri Giants 1º titolo |

## Premio
- MVP - Hayato Sakamoto (Yomiuri Giants)